# Hiver 60
Pour plus de détails, voir Fiche technique et Distribution.
Hiver 60 est un film belge réalisé par Thierry Michel en 1982, au cœur de la grève générale de l'hiver 1960-1961, grande grève wallonne qui a ébranlé la Belgique au cours de l'hiver 1960.
C'est en grande partie à la Maison du peuple de Quenast que fut tourné ce film.

## Synopsis
En 1960, l'annonce des mesures de régression sociale décidées par le gouvernement belge déclenchent une grève sauvage des travailleurs. Albert et Fred sont aux premiers rangs d'une lutte qui promet d'être chaude et hasardeuse. La grande grève wallonne va alors ébranler la Belgique au plus profond d'elle-même. Violences, manifestations, internationales, drapeaux rouges, drapeaux wallons. Pendant cinq semaines, le pays sera paralysé par un mouvement qui se donnera souvent des airs d'insurrection.

## Fiche technique
- Film belge
- Année : 1982
- Genre : drame
- Réalisation : Thierry Michel
- Production : Les Films d'Hiver, RTBF Liège

## Distribution
- Philippe Léotard : André
- Christian Barbier : Emile, le père d'André
- Jenny Clève : Nelly, la mère d'André
- Bert André : Le marinier
- Paul Louka : Fred
- Ronny Coutteure : Albert
- Marcel Dossogne : Charles
- Françoise Bette : Monique